# Zbiór Julii

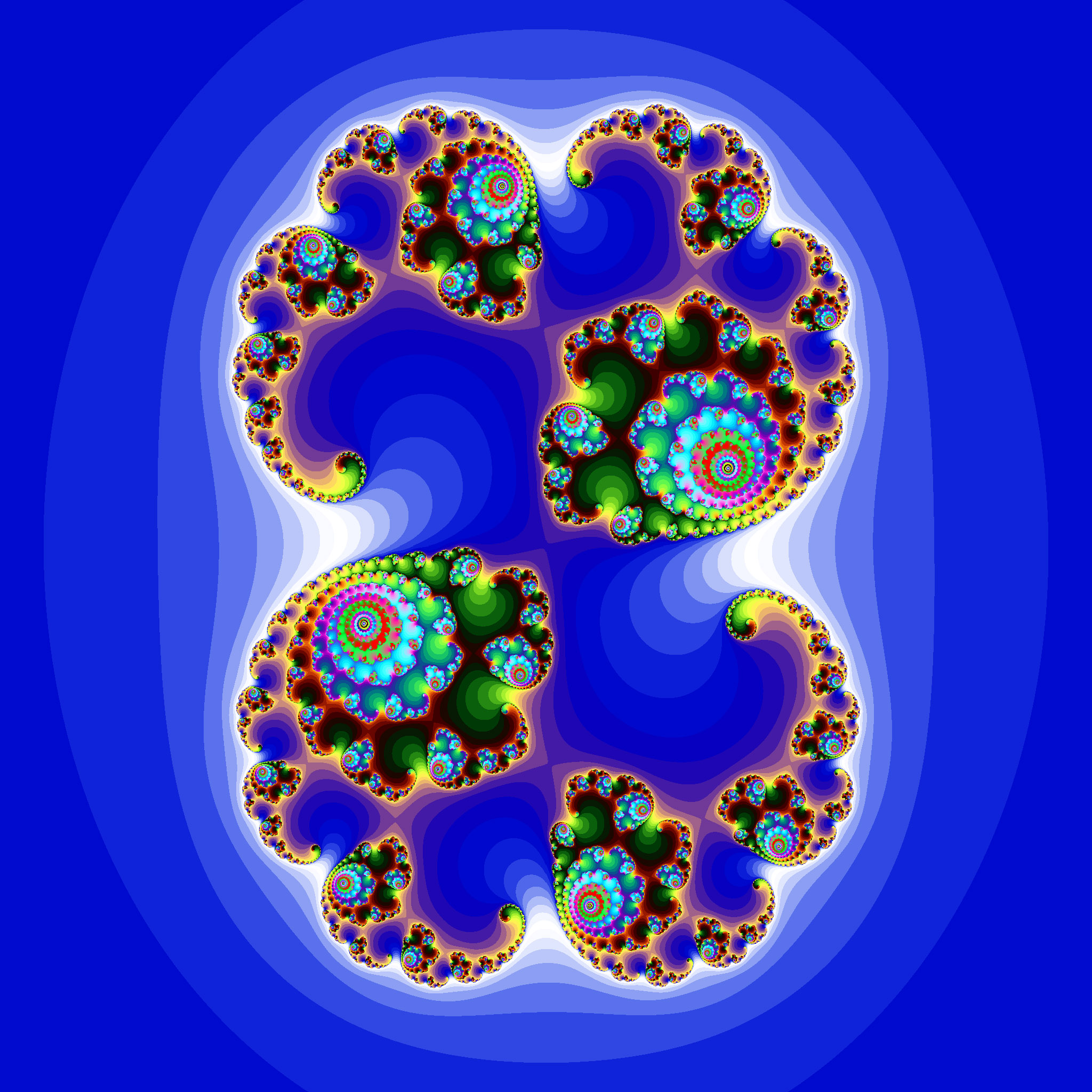
Przykład zbioru Julii, Re(c)>0

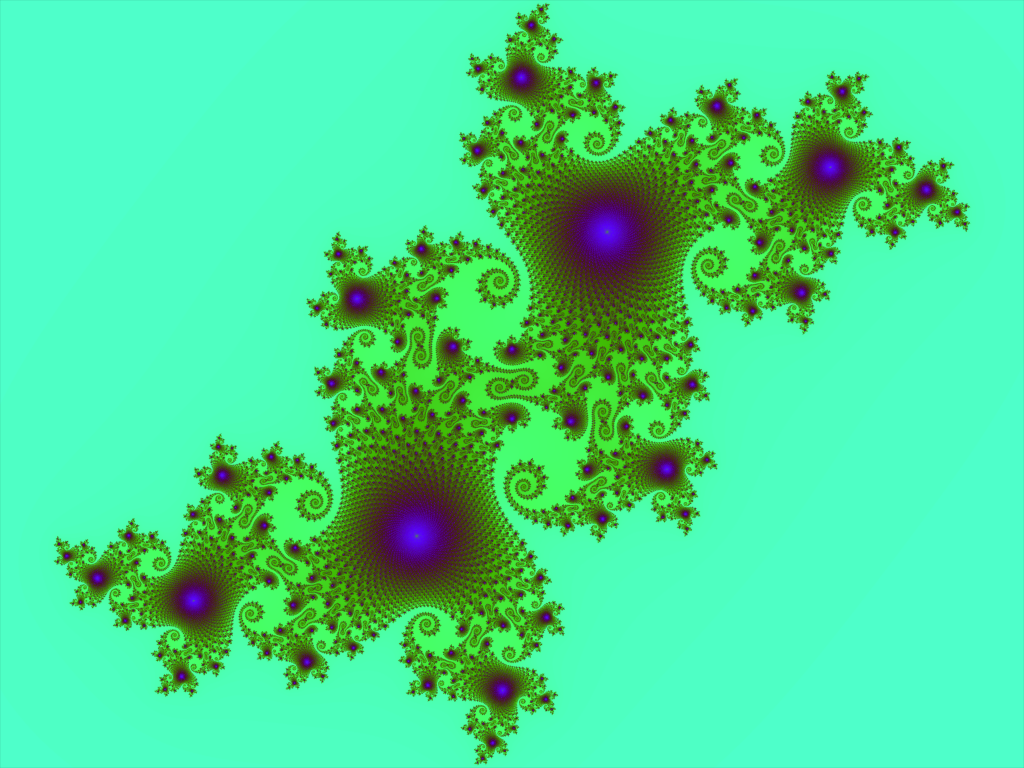
Przykład zbioru Julii, Re(c)<0

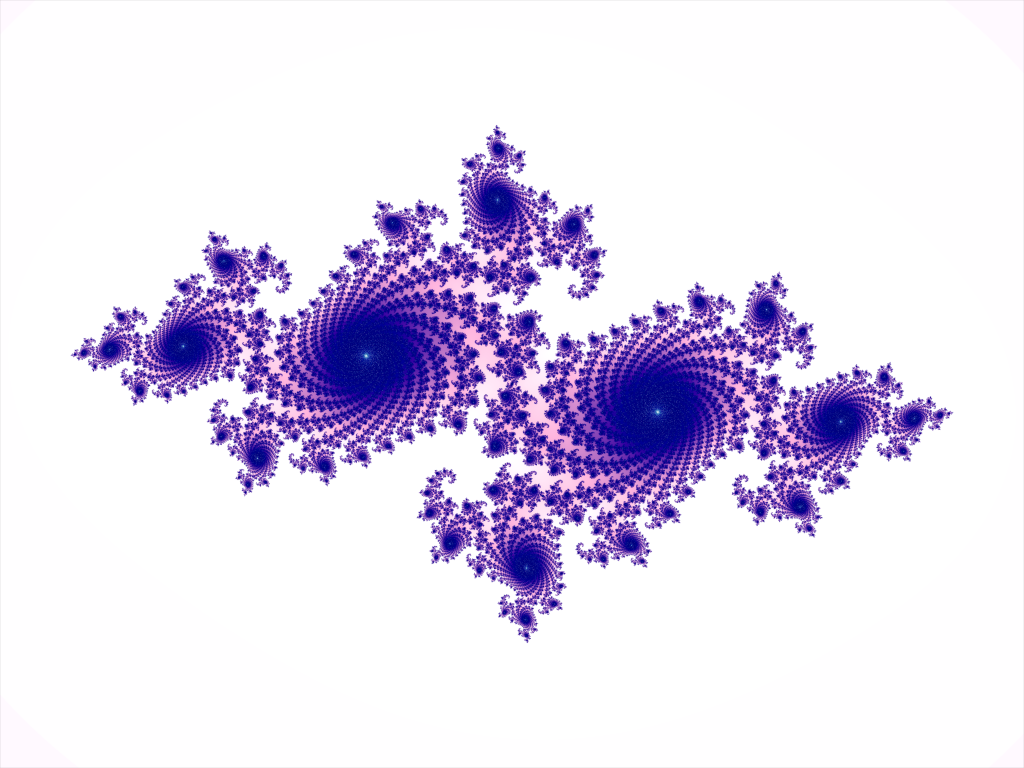
Zbiór Julii dla

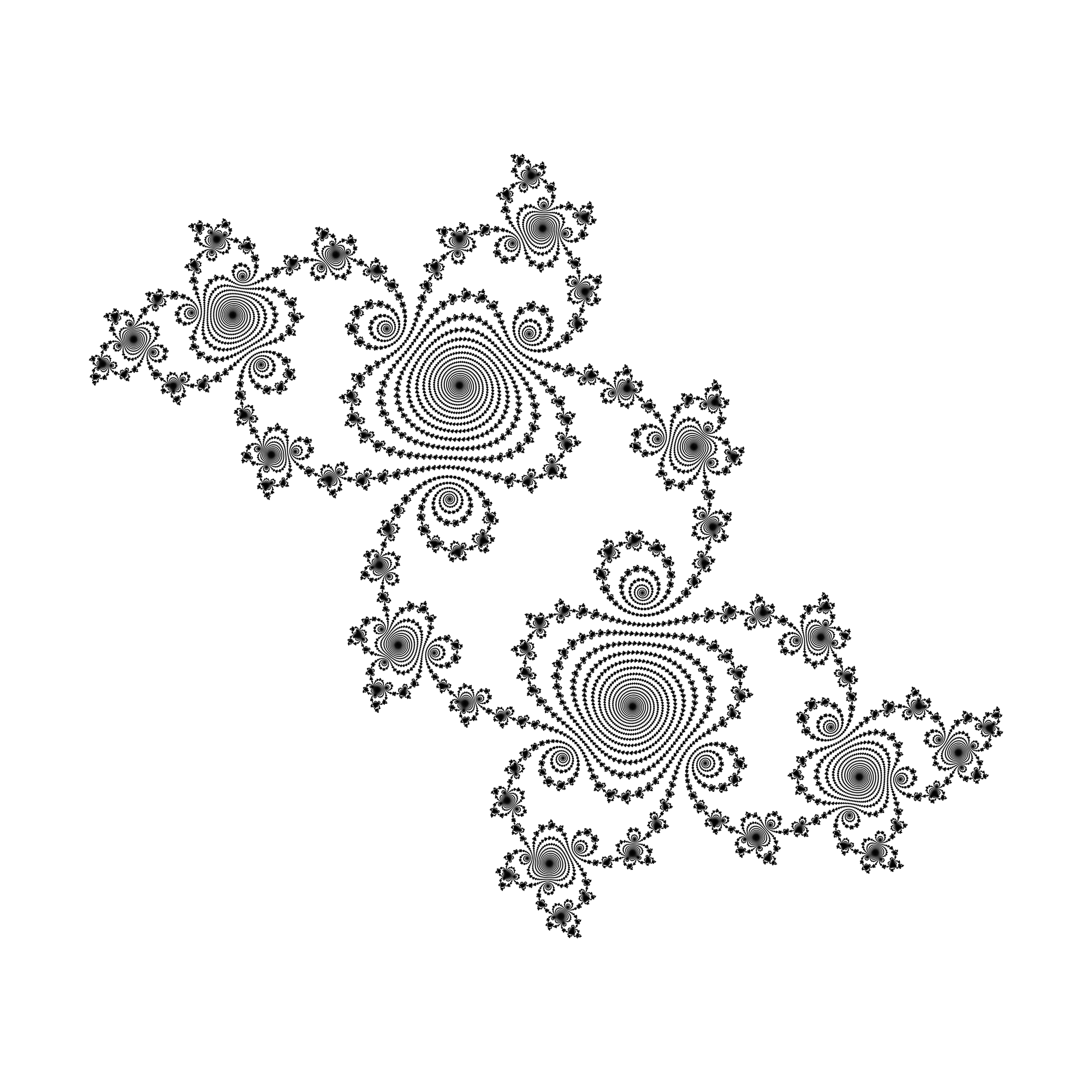
Zbiór Julii dla

Zbiór Julii i zbiór Fatou – dwa komplementarne (tzn. będące swoimi dopełnieniami) zbiory zdefiniowane przez odwzorowanie będące funkcją wymierną. Nieformalnie, zbiór Fatou funkcji zawiera wartości o takiej właściwości, że w ich bliskim otoczeniu pozostałe wartości zachowują się podobnie po iterowanym przekształcaniu zadaną funkcją, natomiast w zbiorze Julii są te wartości, dla których dowolnie małe zaburzenie może powodować drastyczne zmiany w ciągu iterowanych wartości. Stąd zachowanie funkcji w zbiorze Fatou jest „regularne”, natomiast w zbiorze Julii „chaotyczne”.
Zbiór Julii funkcji {\displaystyle f} jest powszechnie oznaczany jako J(ƒ), a zbiór Fatou jako F(ƒ). Nazwy zbiorów pochodzą od nazwisk francuskich matematyków Gastona Julii i Pierre’a Fatou, którzy w latach 1918–1920 badali własności układów dynamicznych opisanych funkcją wymierną.

## Definicja
Niech {\displaystyle f(z)} będzie zespoloną funkcją wymierną odwzorowującą całą płaszczyznę zespoloną na nią samą, tj. {\displaystyle f(z)=p(z)/q(z),} gdzie {\displaystyle p(z)} i {\displaystyle q(z)} są wielomianami zespolonymi. Wtedy istnieje skończona liczba otwartych zbiorów {\displaystyle F_{i},i=1,\dots ,r,} które są niezmiennicze przez {\displaystyle f(z)} i są takie, że:
1. suma zbiorów {\displaystyle F_{i}} jest zbiorem gęstym i
2. {\displaystyle f(z)} zachowuje się w sposób regularny i taki sam w każdym ze zbiorów {\displaystyle F_{i}.}

Ostatnie stwierdzenie oznacza, że końce ciągów generowanych iteracyjnie dla punktów {\displaystyle F_{i}} są dokładnie takie same jak w zadanym zbiorze, który jest wtedy skończonym cyklem, albo są skończonym cyklem skończonych lub pierścieniowych kształtów zbiorów leżących koncentrycznie. W pierwszym przypadku cykl jest „przyciągający”, a w drugim „neutralny”.
Zbiory {\displaystyle F_{i}} są dziedziną Fatou funkcji {\displaystyle f(z),} a ich suma jest zbiorem Fatou {\displaystyle F(f)} funkcji {\displaystyle f(z).} Każdy zbiór tworzący dziedzinę Fatou zawiera co najmniej jeden punkt krytyczny {\displaystyle f(z),} tj. (skończony) punkt {\displaystyle z} spełniający {\displaystyle f'(z)=0,} lub {\displaystyle z=\infty ,} jeśli stopień wielomianu licznika {\displaystyle p(z)} jest co najmniej o dwa stopnie wyższy niż stopień wielomianu mianownika {\displaystyle q(z)} lub jeśli {\displaystyle f(z)=1/g(z)+c} dla pewnej stałej {\displaystyle c} i funkcja {\displaystyle g(z)} spełnia ten warunek.
Dopełnienie zbioru {\displaystyle F(f)} nazywa się zbiorem Julii {\displaystyle J(f)} funkcji {\displaystyle f(z)}. Zbiór {\displaystyle J(f)} jest:
- nieprzeliczalny – jego moc jest taka sama jak moc zbioru liczb rzeczywistych,
- nigdzie gęsty – nie zawiera punktów wewnętrznych.

Oba zbiory {\displaystyle F(f)} i {\displaystyle J(f)} są w pełni niezmiennicze.

## Wielomiany kwadratowe
Zbiór tworzą te punkty {\displaystyle p\in \mathbb {C} ,} dla których ciąg opisany równaniem rekurencyjnym:
{\displaystyle z_{0}=p,}
{\displaystyle z_{n+1}=z_{n}^{2}+c}
nie dąży do nieskończoności:
{\displaystyle \lim _{n\to \infty }z_{n}\neq \infty ,}
gdzie {\displaystyle c} – liczba zespolona będąca parametrem zbioru.
Można wykazać, że jest to równoważne z:
{\displaystyle \forall _{n\in \mathbb {N} }|z_{n}|<2.}
Podsumowując jednym zdaniem:
{\displaystyle J(c)=\{p\in \mathbb {C} :\forall _{n\in \mathbb {N} }|z_{n}|<2\}.}
Dla różnych {\displaystyle c} otrzymuje się różne zbiory, stąd {\displaystyle J} jest rodziną zbiorów.

## Własności
Zbiory Julii są ściśle związane ze zbiorem Mandelbrota. Zbiór Julii jest spójny, jeżeli {\displaystyle c} należy do zbioru Mandelbrota. Jeśli zbiór Julii jest poza zbiorem Mandelbrota, składa się on ze zbioru rozproszonych punktów, taki zbiór nazywany jest pyłem Fatou.